# Näsuvere
Näsuvere est un ancien village de la commune de Türi du comté de Järva en Estonie.
Au 31 décembre 2011, il n'avait plus d'habitant.